# Sibylle Hedwig von Sachsen-Lauenburg

Sachsen-Lauenburg Wappen

Sibylle Hedwig von Sachsen-Lauenburg (* 30. Juli 1625 in Ratzeburg; † 1. August 1703 in Lauenburg) war eine Prinzessin von Sachsen-Lauenburg und durch Heirat Herzogin von Sachsen-Lauenburg.

## Leben
Sibylle Hedwig war die jüngste Tochter des Herzogs August von Sachsen-Lauenburg (1577–1656) aus dessen erster Ehe mit Elisabeth Sophie (1599–1627), Tochter des Herzogs Johann Adolph von Holstein-Gottorf.
Sie heiratete 1654 ihren Cousin Herzog Franz Erdmann von Sachsen-Lauenburg (1629–1666). Der Ehevertrag war schon zwei Jahre davor abgeschlossen worden und diente der Entspannung der Streitigkeiten um die Nachfolge Herzog Augusts, der ohne überlebende Söhne geblieben war. 
Ihre Ehe blieb kinderlos und Sibylle Hedwig überlebte nicht nur ihren Mann, sondern auch den letzten Herzog von Sachsen-Lauenburg Julius Franz, der 1689 starb. Vergeblich machte Sibylle Hedwig Erbfolgeansprüche geltend. Ihre Witwenzeit verlebte sie vornehmlich in Tüschenbeck und auf dem Fürstenhof, einem Sommerhaus in Groß Grönau. Sie erhielt Einkünfte aus dem Amt Ratzeburg und erneuerte das Grabmal ihres Vaters im Ratzeburger Dom. Sibylle Hedwig ist in der Maria-Magdalenenkirche in Lauenburg bestattet.
Die zu ihrem Wittum gehörenden Höfe Kulpin und Groß Grönau erhielt Herzog Georg Wilhelm von Braunschweig; die Güter Tüschenbeck und Groß Sarau vermachte sie testamentarisch ihrer Jugendfreundin Armgard Margarete von Bernstorff, Gemahlin des Christian Ulrich von Wackerbarth. 